# Salvins albatros
Salvins albatros (Thalassarche salvini) is een vogel uit de familie van de albatrossen (Diomedeidae). Het is een kwetsbare, endemische broedvogel van onbewoonde Nieuw-Zeelandse sub-antarctische eilanden. De vogel werd in 1893 door Lionel Walter Rothschild als Thalassogeron salvini geldig beschreven en vernoemd naar de Britse dierkundige Osbert Salvin.

## Kenmerken
De vogel is gemiddeld 90 cm lang, het is een middelgrote albatros. De ondervleugels zijn wit, met smalle donkere randen aan zowel de voor- als achterkant en een kenmerkend rond vlekje in de voorste rand. De kop is lichtgrijs met een zilvergrijze kruin. De snavel is bleekgroen met een lichtgele bovenrand en een donkere vlek op het uiteinde van de ondersnavel.

## Verspreiding en leefgebied
Deze soort komt voor op de Bounty-eilanden  (99% van de populatie) en westelijke Snareseilanden. Ze broeden op kleine, kale, rotsige eilanden en maken daar nesten van gedroogde modder gemengd met veren en botjes. Deze zeevogels foerageren op open zee in het zuidelijk deel van de Indische- en Grote Oceaan in een band die loopt van de kusten van Zuid-Afrika via het zuiden van Australië tot aan de westkust van het zuiden van Zuid-Amerika. Het voedsel bestaat uit vis en inktvis.

## Status
Het broedgebied van deze zeevogel is beperkt, daardoor is de kans op uitsterven aanwezig. De grootte van de populatie werd in 2014 door BirdLife International geschat op 110.000 individuen. Over trends in aantallen is weinig bekend. De broedeilanden zijn kwetsbaar door extreem zware stormen en verder vormt de langelijnvisserij een gevaar voor deze zeevogels. Om deze redenen staat deze soort als kwetsbaar op de Rode Lijst van de IUCN.